# 文星芸術大学附属中学校・高等学校

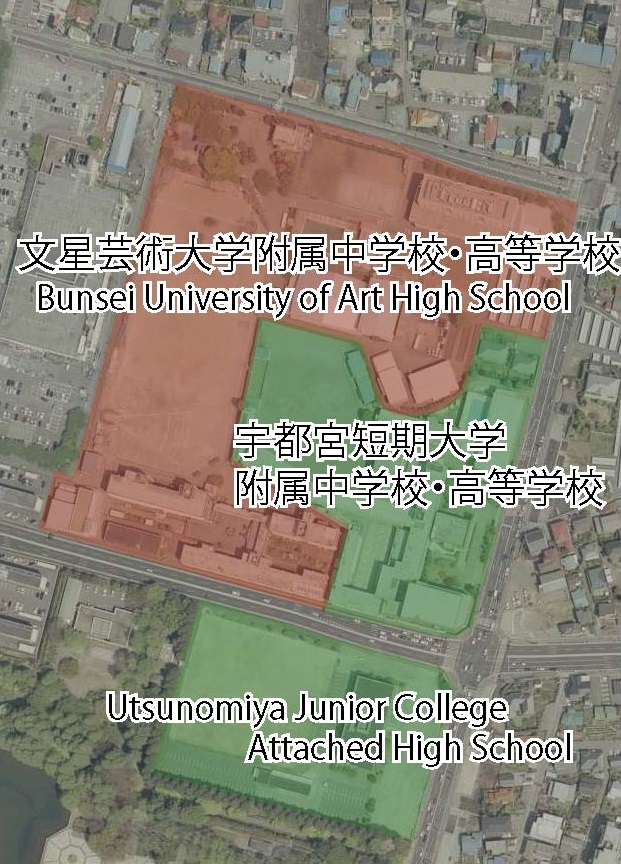
文星芸大附中・高と宇短附（2010年）
出典：『国土交通省「国土画像情報（カラー空中写真）」（配布元：国土地理院地図・空中写真閲覧サービス）』

文星芸術大学附属中学校・高等学校（ぶんせいげいじゅつだいがくふぞくちゅうがっこう・こうとうがっこう）は、栃木県宇都宮市睦町にある私立中学校・高等学校。高等学校としては男子校であるが、中高一貫制で中学校は男女共学であるため2014年度から英進科において内部進学の女子生徒が在籍し、2018年度より女子の入試募集も行い、英進科のみ男女共学化した。

## 特色
文星芸術大学の附属校。旧校名は宇都宮学園高等学校。略称は文星芸大付（附）。姉妹校に、宇都宮文星短期大学、宇都宮文星女子高等学校がある。硬式野球部は夏の全国大会で県内2位（13回〈春2回・夏11回〉）の出場数を誇る。

### 運営主体
- 学校法人宇都宮学園

### 教育目標
「三敬精神（自己を敬へ、他人を敬へ、仕事を敬へ）を基盤とし、心身ともに健康で、人間性豊かな日本人の育成を目指すとともに、「ライオン主義」に則り、学習や生活において常に自主的自律的に行動する人間の育成を目指す。

### 校訓（三敬精神）
- 一　自己（おのれ）を敬へ

常に自信を持って事に当たり、自分を大切にし、自分を錬磨し、自己の尊厳を自覚するよう努力しなければならない。
- 一　他人（ひと）を敬へ

常に他人の立場を理解し、尊重して他人に迷惑をかけず、進んで人のため社会のために奉仕するよう努力しなければならない。
- 一　仕事（こと）を敬へ

常に自分の本務を自覚し、勉学意欲を高め、勤労愛好の精神を培うよう努力しなければならない。
学園創設者・上野安紹の出身校である早稲田実業学校の校訓・「三敬主義」（他を敬し、己を敬し、事物を敬す）からの強い影響が見られる。

### ライオン主義
- 獅子象（ししぞう）を擒（とら）うるに其力（そのちから）を全（まっと）うし、兎（うさぎ）を擒（とら）うるにも其力（そのちから）を全（まっと）うす。事を為すに当たっては、全力をあげて行うよう努力しなければならない。

### 学科
- 英進科
  - 1類 男女20名[2]
  - 2類 男女40名
- 普通科
  - 進学コース
  - 総合コース文理クラス
  - 総合コースキャリアクラス
  - 美術デザインコース
- 総合ビジネス科

### 主なイベント
- 入学式
  - 4月
- 体育大会
  - 7月
- 修学旅行(沖縄)
  - 9月
- 雄飛祭（学校祭）
  - 10月
- 卒業式
  - 3月

### アクセス
- JR宇都宮線「宇都宮駅」よりバス15分 運賃220円
- 東武宇都宮線「東武宇都宮駅」より徒歩40分

## 沿革
- 1911年2月3日 - 宇都宮実用英語簿記学校創設。
- 1915年3月31日 - 宇都宮実業学校と改称。
- 1922年3月 - 栃木県宇都宮実業学校と改称。
- 1943年11月24日 - 財団法人栃木県宇都宮実業学校に組織変更。
- 1948年1月23日 - 学制改革によって新制高校となり、宇都宮学園高等学校と改称し再び私立に。
- 1950年9月21日 - 学校法人宇都宮学園に組織変更。
- 1969年6月23日 - 2代目学校長上野秀文、藍緩褒章受章。
- 1980年6月8日 - 建学70年記念式典挙行、記念碑建立。
- 1985年11月15日 - 上野安紹、生誕百年記念図書館竣工式。
- 2003年4月1日 - 文星芸術大学附属高等学校と改称。
- 2005年4月1日 - 文星芸術大学附属中学校開校（中高一貫併設校）。
- 2011年4月 - 附属中学校は男女共学になる[3]。
- 2014年 - 附属中学校からの内部進学により少数の女子生徒が附属高校に入学。附属中学校と高校英進科の体育祭が中高一貫棟体育祭となった。
- 2018年1月 - 今回の入試より高校英進科1類の単願限定で女子の募集を開始。定員は男女合計で20名[4]。

## 著名な出身者

### プロ野球
- 古谷法夫 - 元プロ野球選手
- 柴原光三 - 元プロ野球選手
- 高山勲 - 元プロ野球選手
- 石田二宣 - 元プロ野球選手
- 飯塚佳寛 - 元プロ野球選手
- 髙嶋徹 - 元プロ野球選手(2021年9月没)
- 真中満 - 元プロ野球選手、元東京ヤクルトスワローズ監督
- 松修康 - 元プロ野球選手
- 片岡保幸 - 元プロ野球選手
- 泉正義 - 元プロ野球選手
- 佐藤祥万 - 元プロ野球選手
- 堀江正太郎-読売ジャイアンツ育成選手

### 社会人野球
- 高根澤力 - 元社会人野球選手、現・同校監督
- ラミレス・レンソ - 社会人野球選手
- 片岡昭吾 - 元社会人野球選手、大学野球監督

### サッカー
- 小泉淳嗣 - 元プロサッカー選手
- 黒崎久志 - 元プロサッカー選手
- 根岸誠一 - 元プロサッカー選手
- 中三川哲治 - 元プロサッカー選手
- 嘉悦秀明 - 元プロサッカー選手
- 花山英二 - 元プロサッカー選手

### バスケットボール
- 鈴木克彦 - 元プロバスケットボール選手
- 荒井尚光 - 元プロバスケットボール選手（宇都宮ブレックスU18ヘッドコーチ）：2001年卒業
- 小島佑太 - 元プロバスケットボール選手、2002年卒業

### テニス
- 柚木武（英語版） - プロテニスプレイヤー(イカイ所属) :2016年卒業

### その他
- 大川雅大 - 俳優